# 사랑하기 좋은 날 (영화)
"사랑하기 좋은 날"은 1995년에 개봉한 대한민국의 영화이다.

## 캐스팅
- 최민수 : 형준 역
- 지수원 : 시정 역
- 박선영
- 조선묵
- 김인문
- 남영진
- 강신범
- 이주나
- 김일우
- 박용팔
- 안진수
- 윤동현
- 이민우
- 이두일
- 김재록
- 한대화 (특별출연)
- 장채근 (특별출연)
- 노찬엽 (특별출연)